# Viborg Amt
Die dänische Amtskommune Viborg Amt befand sich im Nordwesten von Jütland. Hauptort war die Stadt Viborg. 
Die Fläche des Amtsbezirkes betrug 4122,5 km²; die Bevölkerungsdichte war mit 57 Einwohnern je km² die zweitniedrigste im Landesvergleich nach Ringkjøbing Amt.
Heute gehört der südliche Teil des Gebiets zur Region Midtjylland, der nördliche zur Region Nordjylland.

## Bevölkerungsentwicklung
Zum 1. Januar:
- 1980 – 231.517
- 1985 – 230.376
- 1990 – 229.775
- 1995 – 230.778
- 1999 – 233.396
- 2000 – 233.681
- 2003 – 234.496
- 2005 – 234.434

## Kommunen
(Einwohner am 1. Januar 2006)
- Aalestrup Kommune (7557)
- Bjerringbro Kommune (14.013)
- Fjends Kommune (8244)
- Hanstholm Kommune (5729)
- Hvorslev Kommune (6969)
- Karup Kommune (6718)
- Kjellerup Kommune (14.025)
- Morsø Kommune (22.333)
- Møldrup Kommune (7689)
- Sallingsund Kommune (6054)
- Skive Kommune (27.972)
- Spøttrup Kommune (7854)
- Sundsøre Kommune (6384)
- Sydthy Kommune (11.136)
- Thisted Kommune (29.045)
- Tjele Kommune (8669)
- Viborg Kommune (44.505)